# Богоричиця

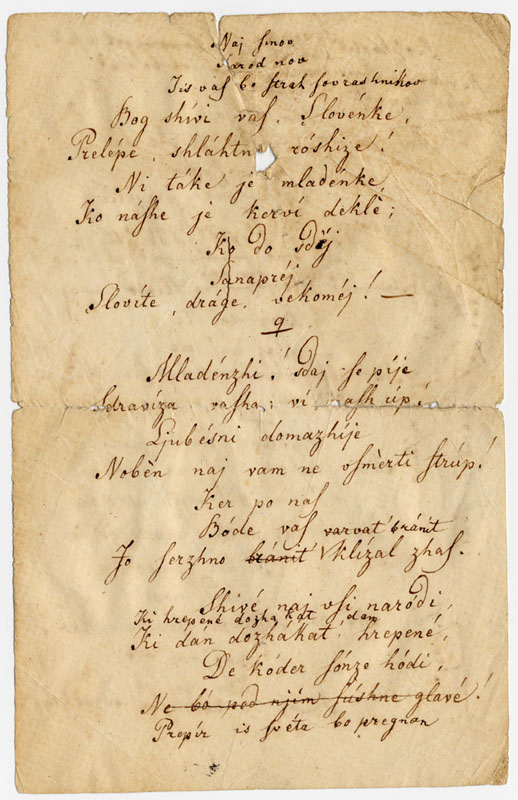
Заздоровниця Франце Прешерена написана богоричицею.

Богоричиця — абетка словенської мови, яку було створено Адамом Богоричем у його роботі Arcticae horulae в 1584 році. Була у вжитку до ХІХ ст.

## Історія
Вже Примож Трубар у своїх творах використовував спеціальний алфавіт, однак йому не вистачало точних правил письма.  Опубліковання в 1584 р Першої словенської граматики - Arcticae horulae — Адамом Богоричем, означало чітке формулювання правил цього алфавіту. Визнанню та утвердженню богоричиці  сприяв переклад Біблії нею, виданий того ж року, що і Arcticae horulae horulae, учнем Богорича Юрієм Далматином.
Під час контрреформації переважна більшість творів словенської реформації була знищена. Однак богоричиця вижила завдяки католицьким авторам, особливо завдяки єпископу Любляни Томажу Хрену. В  XVII-XVIII століттях словенською мовою публікувалася дуже мала кількість робіт, але богоричиця вижила. Богоричиця також використовувалася для записання словенських назв в написаній німецькою мовою праці Янеза Вайкарда Вальвазора Die Ehre dess Herzogthums Crain.
Поширене використання богорічиці йде до вісімнадцятого століття під час якого богоричиця була модернізована філологами Марко Похліном та Юрієм Япелєм. Наприкінці вісімнадцятого століття правопис вже був повністю визнаний просвітницьким колом навколо Жіги Зойс . Завдяки Антону Томажу Лінхарту та Валентину Воднику  богоричиця знову стала інструментом словенської літературної творчості.
Протягом 20-х років почали з’являтися зусилля введення нового алфавіту. Найвідоміші експерименти були вПетра Дайнка та Франца Метелки  у 1825р. Ці спроби, профінансовані Джернеєм Копітаром , були різко відхилені спільнотою навколо Матії Чопи та Франце Прешерена . Лише наприкінці 30-х років цій групі мовознавців та письменників вдалося переконати австрійську владу заборонити метелчицю та дайнчицю.  Однак критика богоричиці продовжувалась.
У 40-х роках Янез Блейвейс запропонував компромісне рішення — запровадити модифіковану форму гаєвиці. Змінена таким чином гаєвиця почала з'являтися в  його періодичному виданню — Kmetijske in rokodelske novice. Незабаром це рішення було широко запроваджено, і тому після 1848 р. реформована гаєвиця замінила богоричицю.